# Масала

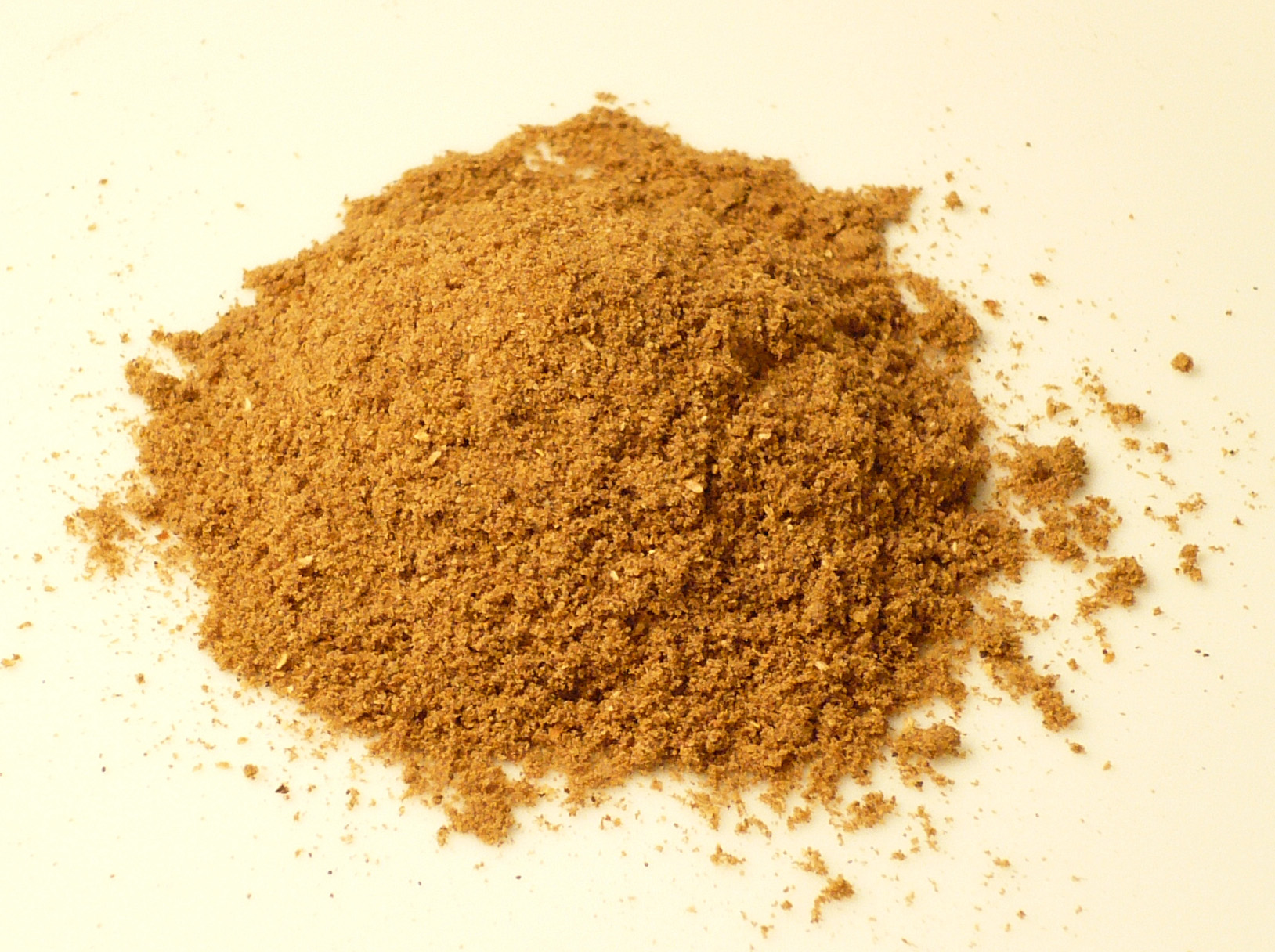
Гарам масала

Маса́ла (хинди मसाला; бенг. মশলা; урду مصالہ‎) — индийское название смеси специй, существуют смеси для печи тандыр (тандури-масала), для острых блюд (гарам-масала, чаат-масала) и так далее. Почти все виды масалы содержат перец и другие острые приправы. Кроме «сухих» смесей, состоящих из специй, существуют и масалы в виде паст, обычно содержащих такие ингредиенты, как имбирь и кардамон.